# Juan Benito Blanco
Juan Benito Blanco Farías (Montevideo, 30 de abril de 1789 - Ib., 10 de mayo de 1843) fue un político uruguayo, contemporáneo de las luchas por la independencia.

## Biografía
Sus padres fueron Alonso de Cuentas y Blanco y María Ángela Farías Rodríguez. Se casó con María Casimira Vila Villamil.
Participó como soldado en la reconquista de Buenos Aires (1806) y en la defensa de Montevideo frente a los ingleses (febrero de 1807), donde fue herido. Se unió posteriormente al movimiento autonomista de 1811 y participó en la Batalla del Cerrito en 1812.
Entre 1814 y 1820 integró el Cabildo de Montevideo como regidor, primero al servicio de las Provincias Unidas del Río de la Plata, luego del gobierno de José Artigas y posteriormente durante la ocupación portuguesa del Uruguay. En 1820 fue cesado en sus cargos por orden del general del ejército ocupante, Carlos Federico Lecor.
Integró luego el grupo de los Caballeros Orientales que trabajó contra la dominación portuguesa y a favor de la incorporación a la Argentina en 1822 y 1823. Al inicio de la Cruzada Libertadora de 1825 fue encarcelado para luego ser expatriado a Buenos Aires.
Integrante de la Sala de Representantes, primer parlamento que contó el Uruguay, entre 1826 y 1827, formó parte en 1828 de la Asamblea General Constituyente y Legislativa del Estado que elaboraría la primera constitución con que contó el Uruguay, jurada en julio de 1830.
Fue diputado por Montevideo entre 1830 y 1834 integrando la 1.ª legislatura de la joven república.
Entre 1835 y 1837 fue Jefe Político y de Policía de Montevideo. A la vez, en 1836, el presidente Manuel Oribe, de quien era partidario, lo nombró Ministro de Gobierno. Cuando Oribe fue expulsado del poder por un levantamiento dirigido por Fructuoso Rivera, con apoyo de la flota francesa del Almirante Leblanc, Juan Benito Blanco acompañó al presidente depuesto a su exilio a Buenos Aires.
Retornaría posteriormente a su ciudad natal, donde fallecería en 1843, apenas comenzado el sitio a la ciudad de Montevideo por el ejército de la Confederación Argentina comandado por Manuel Oribe durante la Guerra Grande.
Fue tatarabuelo paterno de la actriz uruguaya China Zorrilla.